# Опаричване
Опаричване (Making Money) е заглавието на 36-ия роман от поредицата „Светът на диска“ на Тери Пратчет и на втората книга, посветена на Мокр фон Ментебрад (след „Пощоряване“). В нея се разказва за приключенията на пощаджията в новото му поприще — Председател на Анкх-Морпоркската банка и началник на Кралския монетен двор.
Издадена е на 20 септември 2007 г. във Великобритания, номинарана за награда „Небюла“ през 2008 г., и носител на наградата „Локус“ за най-добър фантастичен роман през същата година.
След успеха на Мокр фон Ментебрад на пощенското поприще, лорд Ветинари му предлага да обнови банковата система. Първоначално Мокр отказва, позовавайки се на отказа си с това, че е необходим на Анкх-Морпоркската поща. Независимо от това, Ветинари съветва Мокр да посети председателя на банката, мисис Тарви.

## Главни персонажи
- Мокр фон Ментебрад
- Мистър Бент
- Космо Лавиш
- Мисис Тарви
- Адора Бела Диърхарт
- Хавлок Ветинари